# بنسين (عملة بريطانية عشرية)
العملة المعدنية البريطانية العشرية من فئة البنسين (غالبًا ما تختصر إلى 2p في الكتابة والكلام) هي فئة من العملات المعدنية الإسترليني تعادل2⁄100 . منذ طرح العملة في الأسواق في 15 فبراير 1971، وهو العام الذي تحولت فيه العملة البريطانية إلى النظام العشري، ظهر على وجهها أربعة صور للملكة إليزابيث الثانية. في عام 2008 تغير التصميم الموجود على ظهر العملة من التصوير الأصلي لريش النعام مع تاج إلى جزء من الدرع الملكي.
كانت العملة المعدنية بقيمة بنسين تُسك في الأصل من البرونز، ولكن تغيرت في عام 1992 إلى الفولاذ المطلي بالنحاس.
اعتبارًا من مارس 2014، كان هناك ما يقدر بنحو 6.55 مليار عملة معدنية بقيمة 2 بنس قيد التداول، وهو ما يعادل قيمة 131 مليون جنيه إسترليني.
تعتبر العملات المعدنية من فئة البنسين عملة قانونية للمبالغ التي تصل إلى مجموع 20 بنسًا فقط عندما تقدم لسداد دين؛ ومع ذلك، فإن وضع العملة كعملة قانونية لا يكون عادةً ذا صلة بالمعاملات اليومية.

## التركيب
منذ سكها لأول مرة في عام 1971 حتى عام 1992، كانت العملات المعدنية بقيمة بنسين تُصنع من البرونز. في عام 1992، تغير هذا إلى الفولاذ المطلي بالنحاس بسبب ارتفاع سعر النحاس المستخدم في صناعة البرونز. صنعت كل من النسختين البرونزية والفولاذية في عام 1992 حيث كان عام التحول، ومع ذلك في عام 1998 صنعت كمية صغيرة من البرونز بقيمة بنسين إلى جانب الفولاذ المطلي بالنحاس القياسي. بلغ عدد العملات البرونزية من فئة البنسين لهذا العام 98,676,000 مقابل 115,154,000 عملة من الفولاذ المطلي بالنحاس.
بحلول شهر مايو 2006، احتوت العملات المعدنية التي صدرت قبل عام 1992 (97% نحاس) على ما يعادل 3 بنسات من النحاس لكل منها. في مايو 2006، بقي حوالي 2.55 مليار من هذه العملات المعدنية قيد التداول، وحذرت دار سك العملة الملكية من أن العبث بالعملات المعدنية أمر غير قانوني في المملكة المتحدة. خلال عام 2008، انخفضت قيمة النحاس بشكل كبير من هذه القمم.

## التصميم

### الوجه الخلفي
الوجه الخلفي الأصلي للعملة، والذي صممه كريستوفر أيرونسايد، واستخدم من عام 1971 إلى عام 2008، يحمل شارة أمير ويلز: ريشة من ريش النعام داخل تاج، فوق الشعار الألماني ICH DIEN ("أنا أخدم"). الرقم "2" مكتوب أسفل الشارة، ويكتب إما NEW PENCE (1971 – 1981) أو TWO PENCE (منذ عام 1982) أعلاه. يوجد عدد صغير من العملات المعدنية الصادرة عام 1983 تحمل عبارة "بنس جديد". كان من المخطط في الأصل أن تسك نسخة بديلة من العملة المعدنية 2p بتصميم يمثل أيرلندا الشمالية؛ لكن هذه الخطط لم تتحقق أبدًا. إعيدت قطع نفس التصميم أيضًا في عام 1993 لإنتاج نوعين صغيرين لذلك العام.   [[:en:File:British_two_pence_coin_1994_reverse.png|ملف:British two pence coin 1994 reverse.png]]
في أغسطس 2005، أطلقت دار سك العملة الملكية مسابقة لإيجاد تصميمات جديدة لعكس جميع العملات المعدنية المتداولة باستثناء عملة 2 جنيه إسترليني. وكان الفائز، الذي أُعلن عنه في أبريل 2008، هو ماثيو دنت، الذي إدخلت تصميماته تدريجيًا في العملات البريطانية المتداولة منذ منتصف عام 2008. تصور تصميمات العملات المعدنية من فئة 1 بنس، و2 بنس، و5 بنس، و10 بنس، و20 بنس، و50 بنسًا أقسامًا من الدرع الملكي التي تشكل الدرع بأكمله عند وضعها معًا. كان الدرع بالكامل موجودًا على العملة المعدنية القديمة بقيمة جنيه إسترليني واحد. تصور العملة المعدنية الجديدة فئة 2 بنس الربع الثاني من الدرع، ويظهر فيها الأسد المتوحش من الراية الملكية لاسكتلندا، مع عبارة TWO PENCE أعلاه.
إزيلت الخرز من كلا جانبي العملة في إعادة التصميم عام 2008.
في أكتوبر 2023، قدمت عملة الملك تشارلز الثالث بقيمة بنسين؛ ويظهر على الوجه الآخر سنجاب أحمر.

### وجه العملة
استخدمت خمسة وجوه مختلفة خلال عهد الملكة إليزابيث الثانية: أربع صور مختلفة وإزالة الحدود المرصعة بالخرز في عام 2008. في جميع الحالات، يكون النقش هو ELIZABETH II D.G.REG.F.D. 2013 ELIZABETH II D.G.REG.F.D. 2013، حيث استبدلت 2013 بسنة السك. في التصميم الأصلي، إحاط كلا جانبي العملة المعدنية بنقاط، وهي ميزة مشتركة في العملات المعدنية، تُعرف باسم الخرز.
استخدمت أربع صور مختلفة للملكة إليزابيث الثانية على العملة المعدنية:
- كما هو الحال مع جميع العملات العشرية الجديدة، حتى عام 1984 ظهرت صورة إليزابيث الثانية لأرنولد ماشين على الوجه الأمامي،[12] حيث ترتدي الملكة تاج "فتيات بريطانيا العظمى وأيرلندا".
- بين عامي 1985 و1997، تم استخدمت صورة رافائيل ماكلوف،[12] حيث ترتدي الملكة تاج الدولة جورج الرابع. في عام 1992، تحول المعدن المستخدم في سك هذه العملة من البرونز إلى الفولاذ المطلي بالنحاس، مع استخدام كلا السبائك لمدة عام واحد فقط في عام 1998.[13]
- من عام 1998 إلى عام 2015 استخدمت صورة إيان رانك-برودلي،[12] والتي تتميز مرة أخرى بالتاج، مع علامة توقيع IRB أسفل الصورة.
- من عام 2015 إلى عام 2022، حملت العملات المعدنية صورة جودي كلارك.

## سك النقود
| السنة | العدد المسكوك | التركيب                | الصورة      | العكس     |
| ----- | ------------- | ---------------------- | ----------- | --------- |
| 1971  | 1,454,856,250 | البرونز                | ماشين       | ايرونسايد |
| 1972  | In sets only  | البرونز                | ماشين       | ايرونسايد |
| 1973  | In sets only  | البرونز                | ماشين       | ايرونسايد |
| 1974  | In sets only  | البرونز                | ماشين       | ايرونسايد |
| 1975  | 145,545,000   | البرونز                | ماشين       | ايرونسايد |
| 1976  | 181,379,000   | البرونز                | ماشين       | ايرونسايد |
| 1977  | 109,281,000   | البرونز                | ماشين       | ايرونسايد |
| 1978  | 189,658,000   | البرونز                | ماشين       | ايرونسايد |
| 1979  | 260,200,000   | البرونز                | ماشين       | ايرونسايد |
| 1980  | 408,527,000   | البرونز                | ماشين       | ايرونسايد |
| 1981  | 353,191,000   | البرونز                | ماشين       | ايرونسايد |
| 1982  | In sets only  | البرونز                | ماشين       | ايرونسايد |
| 1983  | In sets only  | البرونز                | ماشين       | ايرونسايد |
| 1984  | In sets only  | البرونز                | ماشين       | ايرونسايد |
| 1985  | 107,113,000   | البرونز                | مخلوف       | ايرونسايد |
| 1986  | 168,967,500   | البرونز                | مخلوف       | ايرونسايد |
| 1987  | 218,100,750   | البرونز                | مخلوف       | ايرونسايد |
| 1988  | 419,889,000   | البرونز                | مخلوف       | ايرونسايد |
| 1989  | 359,226,000   | البرونز                | مخلوف       | ايرونسايد |
| 1990  | 204,499,700   | البرونز                | مخلوف       | ايرونسايد |
| 1991  | 86,625,250    | البرونز                | مخلوف       | ايرونسايد |
| 1992  | 102,247,000   | البرونز                | مخلوف       | ايرونسايد |
| 1992  | 102,247,000   | الفولاذ المطلي بالنحاس | مخلوف       | ايرونسايد |
| 1993  | 235,674,000   |                        | مخلوف       | ايرونسايد |
| 1994  | 531,628,000   |                        | مخلوف       | ايرونسايد |
| 1995  | 124,482,000   |                        | مخلوف       | ايرونسايد |
| 1996  | 296,278,000   |                        | مخلوف       | ايرونسايد |
| 1997  | 496,116,000   |                        | مخلوف       | ايرونسايد |
| 1998  | 98,676,000    | البرونز                | رانك-برودلي | ايرونسايد |
| 1998  | 115,154,000   | الفولاذ المطلي بالنحاس | رانك-برودلي | ايرونسايد |
| 1999  | 353,816,000   | الفولاذ المطلي بالنحاس | رانك-برودلي | ايرونسايد |
| 2000  | 563,659,000   | الفولاذ المطلي بالنحاس | رانك-برودلي | ايرونسايد |
| 2001  | 551,880,000   | الفولاذ المطلي بالنحاس | رانك-برودلي | ايرونسايد |
| 2002  | 168,556,000   | الفولاذ المطلي بالنحاس | رانك-برودلي | ايرونسايد |
| 2003  | 260,225,000   | الفولاذ المطلي بالنحاس | رانك-برودلي | ايرونسايد |
| 2004  | 356,396,000   | الفولاذ المطلي بالنحاس | رانك-برودلي | ايرونسايد |
| 2005  | 280,396,000   | الفولاذ المطلي بالنحاس | رانك-برودلي | ايرونسايد |
| 2006  | 170,637,000   | الفولاذ المطلي بالنحاس | رانك-برودلي | ايرونسايد |
| 2007  | 254,500,000   | الفولاذ المطلي بالنحاس | رانك-برودلي | ايرونسايد |
| 2008  | 10,600,000    | الفولاذ المطلي بالنحاس | رانك-برودلي | ايرونسايد |
| 2008  | 241,679,000   | الفولاذ المطلي بالنحاس | رانك-برودلي | دنت       |
| 2009  | 150,500,500   | الفولاذ المطلي بالنحاس | رانك-برودلي | دنت       |
| 2010  | 99,600,000    | الفولاذ المطلي بالنحاس | رانك-برودلي | دنت       |
| 2011  | 144,300,000   | الفولاذ المطلي بالنحاس | رانك-برودلي | دنت       |
| 2012  | 67,800,000    | الفولاذ المطلي بالنحاس | رانك-برودلي | دنت       |
| 2013  | 40,600,000    | الفولاذ المطلي بالنحاس | رانك-برودلي | دنت       |
| 2014  | 247,600,020   | الفولاذ المطلي بالنحاس | رانك-برودلي | دنت       |
| 2015  | 85,900,000    | الفولاذ المطلي بالنحاس | رانك-برودلي | دنت       |
| 2015  | 139,200,000   | الفولاذ المطلي بالنحاس | كلارك       | دنت       |
| 2016  | 185,600,000   | الفولاذ المطلي بالنحاس | كلارك       | دنت       |
| 2017  | 16,600,000    | الفولاذ المطلي بالنحاس | كلارك       | دنت       |
| 2018  | 0             | الفولاذ المطلي بالنحاس | كلارك       | دنت       |
| 2019  | 0             | الفولاذ المطلي بالنحاس | كلارك       | دنت       |
| 2020  | 0             | الفولاذ المطلي بالنحاس | كلارك       | دنت       |
| 2021  | 117,700,000   | الفولاذ المطلي بالنحاس | كلارك       | دنت       |
| 2022  | 0             | الفولاذ المطلي بالنحاس | كلارك       | دنت       |
| 2023  | 0             | الفولاذ المطلي بالنحاس | جينينغز     |           |

إنتجت مجموعات العملات المسكوكة منذ عام 1982؛ حيث تشير السكتات في هذا التاريخ أو بعده إلى "0"، وهناك أمثلة موجودة داخل تلك المجموعات.

## روابط خارجية
- دار سك العملة الملكية – تصميمات ومواصفات العملات المعدنية فئة 2 بنس
- اثنان بنس، نوع العملة المعدنية من المملكة المتحدة